# Lasaia callaina
Lasaia callaina är en fjärilsart som beskrevs av Clench 1971. Lasaia callaina ingår i släktet Lasaia och familjen Riodinidae. Inga underarter finns listade i Catalogue of Life.